# Autographa protea
Autographa protea là một loài bướm đêm trong họ Noctuidae.